# Saint-Quentin-sur-Charente
Saint-Quentin-sur-Charente è un comune francese di 223 abitanti situato nel dipartimento della Charente, nella regione della Nuova Aquitania.

## Società

### Evoluzione demografica
Abitanti censiti